# Campeonato Mundial de Taekwondo de 2022
El XXV Campeonato Mundial de Taekwondo se celebró en Guadalajara (México) entre el 13 y el 20 de noviembre de 2022 bajo la organización de Taekwondo Mundial (WT) y la Federación Mexicana de Taekwondo.
Inicialmente, el campeonato iba a diputarse en 2021, en la ciudad china de Wuxi, pero debido a la pandemia de COVID-19 primero fue pospuesto para 2022 y después cancelado.
Las competiciones se realizaron en el Centro Acuático Panamericano de la ciudad mexicana.

## Calendario
| ● | Finales |

| Noviembre de 2022 | Lun 14 | Mar 15 | Mié 16 | Jue 17 | Vie 18 | Sáb 19 | Dom 20 |
| ----------------- | ------ | ------ | ------ | ------ | ------ | ------ | ------ |
| –54 kg            |        |        |        |        |        | ●      |        |
| –58 kg            |        |        |        |        |        |        | ●      |
| –63 kg            |        |        |        |        | ●      |        |        |
| –68 kg            |        |        | ●      |        |        |        |        |
| –74 kg            |        |        |        | ●      |        |        |        |
| –80 kg            | ●      |        |        |        |        |        |        |
| –87 kg            |        | ●      |        |        |        |        |        |
| +87 kg            |        |        |        | ●      |        |        |        |

| Noviembre de 2022 | Lun 14 | Mar 15 | Mié 16 | Jue 17 | Vie 18 | Sáb 19 | Dom 20 |
| ----------------- | ------ | ------ | ------ | ------ | ------ | ------ | ------ |
| –46 kg            |        |        |        |        |        |        | ●      |
| –49 kg            |        |        | ●      |        |        |        |        |
| –53 kg            |        |        |        |        | ●      |        |        |
| –57 kg            | ●      |        |        |        |        |        |        |
| –62 kg            |        | ●      |        |        |        |        |        |
| –67 kg            |        | ●      |        |        |        |        |        |
| –73 kg            |        |        |        |        |        | ●      |        |
| +73 kg            |        |        |        | ●      |        |        |        |

## Medallistas

### Masculino
| Evento         | Oro                              | Plata                          | Bronce                                                        |
| -------------- | -------------------------------- | ------------------------------ | ------------------------------------------------------------- |
| –54 kg (19.11) | Omar Salim · Hungría             | César Román Rodríguez · México | Bae Jun-Seo Corea del Sur Chen Po-Yen China Taipéi            |
| –58 kg (20.11) | Vito Dell'Aquila · Italia        | Jang Jun Corea del Sur         | Brandon Plaza · México · Mohamed Jalil Yendubi · Túnez        |
| –63 kg (18.11) | Liang Yushuai China              | Niyoz Po‘latov Uzbekistán      | Zaid Al-Halawani · Jordania · Joan Jorquera Cala · España     |
| –68 kg (16.11) | Kwon Do-Yun Corea del Sur        | Bradly Sinden Reino Unido      | Reza Kalhor Irán Cavad Ağayev Azerbaiyán                      |
| –74 kg (17.11) | Daniel Quesada Barrera · España  | Edival Pontes · Brasil         | Firas Katusi Túnez Stefan Takov Serbia                        |
| –80 kg (14.11) | Park Woo-Hyeok Corea del Sur     | Jon Cintado Arteche · España   | Mehran Barjordari · Irán · Seif Isa · Egipto                  |
| –87 kg (15.11) | Mehdi Jodabajshi Serbia          | Meng Mingkuan China            | Nikita Rafalovich · Uzbekistán · Bryan Salazar Pérez · México |
| +87 kg (17.11) | Carlos Sansores Acevedo · México | Iván García Martínez · España  | Sayad Mardani Irán Song Zhaoxiang China                       |

### Femenino
| Evento         | Oro                              | Plata                       | Bronce                                                             |
| -------------- | -------------------------------- | --------------------------- | ------------------------------------------------------------------ |
| –46 kg (20.11) | Lena Stojković · Croacia         | Rukiye Yıldırım Turquía     | Huang Ying-Hsuan · China Taipéi · Andrea Ramírez Vargas · Colombia |
| –49 kg (16.11) | Daniela Souza · México           | Guo Qing China              | Dunya Abutaleb Arabia Saudita Panipak Wongpattanakit Tailandia     |
| –53 kg (18.11) | Makayla Greenwood Estados Unidos | Zuo Ju China                | Tijana Bogdanović · Serbia · Ivana Duvančić · Croacia              |
| –57 kg (14.11) | Luo Zongshi China                | Lo Chia-Ling China Taipéi   | Jade Jones Reino Unido Hatice Kübra İlgün Turquía                  |
| –62 kg (15.11) | Sarah Chaari · Bélgica           | Theopula Sarvanaki · Grecia | Aaliyah Powell Reino Unido Feruza Sadikova Uzbekistán              |
| –67 kg (15.11) | Leslie Soltero · México          | Aleksandra Perišić Serbia   | Cecilia Castro Burgos · España · Milena Titoneli · Brasil          |
| –73 kg (19.11) | Nadica Božanić Serbia            | Lee Da-Bin Corea del Sur    | Crystal Weekes Puerto Rico Rebecca McGowan Reino Unido             |
| +73 kg (17.11) | Svetlana Osipova Uzbekistán      | Dana Azran Israel           | Lorena Brandl · Alemania · Marlene Jahl · Austria                  |

## Medallero
| Núm. | País           | Oro | Plata | Bronce | Total |
| ---- | -------------- | --- | ----- | ------ | ----- |
| 1    | México         | 3   | 1     | 2      | 6     |
| 2    | China          | 2   | 3     | 1      | 6     |
| 3    | Corea del Sur  | 2   | 2     | 1      | 5     |
| 4    | Serbia         | 2   | 1     | 2      | 5     |
| 5    | España         | 1   | 2     | 2      | 5     |
| 6    | Uzbekistán     | 1   | 1     | 2      | 4     |
| 7    | Croacia        | 1   | 0     | 1      | 2     |
| 8    | Bélgica        | 1   | 0     | 0      | 1     |
| 8    | Estados Unidos | 1   | 0     | 0      | 1     |
| 8    | Hungría        | 1   | 0     | 0      | 1     |
| 8    | Italia         | 1   | 0     | 0      | 1     |
| 12   | Reino Unido    | 0   | 1     | 3      | 4     |
| 13   | China Taipéi   | 0   | 1     | 2      | 3     |
| 14   | Brasil         | 0   | 1     | 1      | 2     |
| 14   | Turquía        | 0   | 1     | 1      | 2     |
| 16   | Grecia         | 0   | 1     | 0      | 1     |
| 16   | Israel         | 0   | 1     | 0      | 1     |
| 18   | Irán           | 0   | 0     | 3      | 3     |
| 19   | Túnez          | 0   | 0     | 2      | 2     |
| 20   | Alemania       | 0   | 0     | 1      | 1     |
| 20   | Arabia Saudita | 0   | 0     | 1      | 1     |
| 20   | Austria        | 0   | 0     | 1      | 1     |
| 20   | Azerbaiyán     | 0   | 0     | 1      | 1     |
| 20   | Colombia       | 0   | 0     | 1      | 1     |
| 20   | Egipto         | 0   | 0     | 1      | 1     |
| 20   | Jordania       | 0   | 0     | 1      | 1     |
| 20   | Puerto Rico    | 0   | 0     | 1      | 1     |
| 20   | Tailandia      | 0   | 0     | 1      | 1     |
|      | TOTAL          | 16  | 16    | 32     | 64    |